# 佛羅里達州州旗
佛罗里达州州旗为美国佛罗里达州的官方旗帜，其背景为白色，上面印有红色圣安得烈十字，旗帜的中间还印有佛罗里达州州徽。自1985年5月旗帜中间的州徽图案被修改为新版以来，该旗帜一直被官方使用至今。
根据2001年北美旗帜学协会进行的一项调查显示，佛罗里达州州旗在美加两国所有72个省旗和州旗中，其设计质量排名为第34位。该旗帜和佐治亚州州旗以及密西西比州州旗是全美仅有的三个印有“In God We Trust”（美国国家格言）字样的州旗。

## 歷史
1868年至1900年間，代表佛羅里達州的旗幟只有白底和佛羅里達州州徽。1890年代晚期，當時的州長法蘭西斯·佛萊明（Francis P. Fleming）建議在原本的旗幟上加上紅色斜十字，升旗時才不會像是舉白旗投降一般。此州旗也類似於曾代表西班牙帝國一段時間的勃根地十字旗（Cross of Burgundy），因為該州在成為美國第27州之前，於16世紀到19世紀期間為西班牙帝國所統治。

代表西班牙帝國的勃根地十字旗

- 代表西班牙帝國的勃根地十字旗
- 1861年7月13日-1861年9月12日[4]
- 1861年9月13日 –1868年5月5日
- 1868年5月6日 -1900年
- 1900年 （第一个版本包含十字架，缺乏标准化印章和比例）
- 1900年11月6日 -1985年5月20日
- 1985年5月21日 至今